# Túnel de La Habana
El Túnel de La Habana discurre por debajo de la bahía de La Habana y figura entre las siete maravillas de la ingeniería civil cubana. Es considerado uno de los primeros túneles submarinos del mundo.

## Construcción
Por debajo de la bahía de La Habana, a lo largo de 733 metros, fue construida la majestuosa e impresionante obra de la empresa francesa Société de Grands Travaux de Marseille. Su construcción se realizó entre los años 1957 y 1958, terminándose el 31 de mayo de 1958 día en que se inauguró, en condiciones extremadamente difíciles debido a la necesidad de trabajar bajo agua.
A cargo de la dirección de ejecución y proyección de la obra estuvo el ingeniero cubano José Menéndez Menéndez, quien junto al grupo de trabajo que lo acompañaba diseñó un sistema de tubos de hormigón reforzado, capaz de soportar grandes cargas.
La comunicación hacia la parte este de la ciudad era una necesidad, producto de que había que bordear la bahía habanera para llegar a las playas del este, los modernos repartos que se construían en las demandadas zonas de la costa norte de La Habana, y la playa de Varadero. La Carretera Central, no era suficiente y la congestión se estaba escalonando día a día en la añeja carretera.
Para la construcción del Túnel se hizo necesario un movimiento de tierra y dragado nunca antes visto en la ciudad. Los trabajos de dragado se iniciaron en abril de 1956 y finalizaron en marzo de 1957. Se creó un dique seco de 130 m largo, 60 m ancho con una profundidad de 9 m para fundir los 5 cajones de hormigón armado que conectarían ambos extremos de la bahía, dichos cajones deberían flotar en el mar para posteriormente ser colocados en el fondo de la bahía mediante un complejo mecanismo de remolque, alineación y lastre que garantizarían su descenso entre otras acciones...
El Túnel del Puerto de La Habana, conectó la ciudad con el este mediante una vía rápida que garantizó la descongestión del tráfico del momento. Su inauguración se realizó el 31 de mayo de 1958 con una amplia participación de: ingenieros punteros del momento, constructores, pueblo habanero, banda de músicos y el presidente Fulgencio Batista. La ampliación constructiva de mediados de los años 50 (cadena hotelera) se planificó para llegar a las cercanías de la provincia de Matanzas y la playa de Varadero, Cuba.
En 1962 disidentes cubanos situaron explosivos para dinamitar el puente como parte de la estrategia de la conspiración del 30 de agosto para derrocar a la dictadura de Fidel Castro, pero el desarticulamiento del movimiento evito que se concretara la operación.

## Características
El túnel se encuentra a una profundidad de 15 metros aproximadamente. En su interior presenta un excelente servicio de alumbrado para la comodidad de los transitantes.
El túnel de La Habana no es el único existente en la ciudad, pero se le denomina así por la gran importancia que tiene para el transporte y por su majestuosidad.
Pocas veces se cerró el Túnel de La Habana y, después de su reparación a cargo de la misma compañía que lo construyó, quedaron subsanados los problemas que posibilitaban, en caso de ciclones o torrenciales lluvias, las penetraciones del mar en su área de enclave o por sus vías de acceso. Nunca ha habido un accidente por derrumbes o filtraciones internas. 